# Мустай Карим
Муста́й Кари́м (баш.  и тат. Мостай Кәрим; настоящее имя — Мустафа́ Са́фич Кари́мов (баш.  и тат. Мостафа Сафа улы Кәримов); 20 октября 1919, Кляшево, Уфимская губерния, РСФСР — 21 сентября 2005, Уфа, Россия) — башкирский поэт, писатель и драматург. Герой Социалистического Труда (1979), заслуженный деятель искусств РСФСР (1982), народный поэт Башкирской АССР (1963), лауреат Ленинской премии (1984), Государственной премии СССР (1972), Государственной премии РСФСР им. К. С. Станиславского (1967) и премии им. Салавата Юлаева (1967). Кавалер двух орденов Ленина (1967, 1979). Член Союза писателей СССР с 1940 года. Член ВКП(б) с 1944 года. Участник Великой Отечественной войны.

## Биография
Родился 20 октября 1919 года в селе Кляшево Уфимской губернии в крестьянской семье. Происходил из татар, переехавших в деревню Кляшево в начале XVIII века после покупки земли у башкир-вотчинников, и по документам был указан как татарин; согласно наградным документам также упоминается как башкир. По словам дочери поэта, он происходил из тептярей, поэтому хорошо говорил на татарском.
Мустай Карим начал писать в середине 1930-х годов. В 1938 году вышла в свет его первая книга стихов «Отряд тронулся» («Отряд ҡуҙғалды», совместно с В. В. Нафиковым), в 1941 году — вторая — «Весенние голоса» («Яҙғы тауыштар»).
В 1941 году окончил факультет языка и литературы Башкирского государственного педагогического института имени К. А. Тимирязева. После окончания института призван в ряды Красной Армии и был направлен в Муромское училище связи. В мае 1942 года в звании младшего лейтенанта направлен в 17-ю мотострелковую бригаду начальником связи артдивизиона. В августе 1942 года тяжело ранен, около полугода находился в госпиталях. После выздоровления вернулся на передовую в качестве корреспондента фронтовых газет. Был корреспондентом русской газеты «За честь родины» и татарской национальной газеты «Совет сугышчысы» (татарская редакция газеты Советский воин). На Воронежском фронте познакомился с татарскими писателями, на тот момент корреспондентами газеты «Ватан намусы очен» («За честь Родины»), Ахметом Ерикеем, Гали Хужи и Ризой Ишмуратом, с последними двумя оставался друзьями на всю жизнь.
Награждён боевыми наградами, в том числе в августе 1944 — орденом Отечественной войны 2-й степени; на тот момент имел звание старшего лейтенанта, являлся кандидатом в члены ВКП(б).
Член Союза писателей СССР с 1940 года. С 1951 по 1962 год являлся председателем правления Союза писателей Башкирской АССР, с 1962 по 1984 год — секретарём правления Союза писателей РСФСР.
Плодотворную литературную работу Мустай Карим сочетал с многосторонней общественной деятельностью: избирался делегатом съездов КПСС, с 1955 по 1980 год был депутатом Верховного Совета РСФСР 4-го — 11-го созывов, заместителем председателя Президиума Верховного Совета РСФСР, заместителем председателя Верховного Совета РСФСР, депутатом Верховного Совета Башкирской АССР, многие годы являлся председателем Башкирского комитета защиты мира, членом комитета по Ленинским и Государственным премиям при Совете Министров СССР, членом Президентского совета Республики Башкортостан.

### Смерть
Мустай Карим скончался после двух инфарктов 21 сентября 2005 года, находясь в Республиканском кардиологическом диспансере Уфы. Похоронен на уфимском Мусульманском кладбище.

## Творчество
Карим опубликовал более 100 поэтических и прозаических сборников, свыше 10 драматических произведений. Сборники стихотворений и поэм «Чёрные воды», «Возвращение», «Европа-Азия», «Времена», пьесы «Страна Айгуль», «Похищение девушки», «В ночь лунного затмения», «Салават. Семь сновидений сквозь явь», «Не бросай огонь, Прометей!», повести «Радость нашего дома», «Таганок», «Помилование», «Долгое-долгое детство», «Деревенские адвокаты» (журнал «Дружба народов», 1988, № 8). Произведения Мустая Карима переведены на десятки языков России и мира.

### Экранизации
По пьесе «В ночь лунного затмения» в 1978 году Свердловской киностудией был снят одноимённый фильм. Повесть «Долгое-долгое детство» была экранизирована в 2004 году на киностудии «Башкортостан» режиссёром-постановщиком Булатом Юсуповым. 
В 2019 году режиссер Александр Галибин снял фильм "Сестренка" по повести Мустая Карима "Радость нашего дома", получил множество наград в мире киноискусства. Кинокомпания «Мотор Фильм Студия» при поддержке Министерства культуры Российской Федерации и Фонда имени Мустая Карима.
В мае 2023 года в прокат вышла военная драма «Помилование» режиссёра Айнура Аскарова по одноимённому рассказу Карима. 

## Семья
- Сын — Каримов Ильгиз Мустафович (1942—2019), писатель, переводчик, член Союза писателей СССР, учредитель Фонда имени Мустая Карима.
- Дочь — Альфия Каримова.
- Внук — Тимербулат Каримов (род. 1974), бывший старший вице-президент ВТБ.

В 2013 году сын, дочь и внук писателя основали Фонд имени Мустая Карима, одна из основных задач которого — поддержка башкирского языка и литературы. Фонд поддерживает изучение башкирского языка в школах, в том числе в сельской местности, а также академические программы по изучению и исследованию башкирского языка и литературы, краеведению и истории Башкирии в вузах.

## Звания и награды
- Герой Социалистического Труда (19.10.1979)
- орден «За заслуги перед Отечеством» II степени (9 ноября 2004) — за выдающийся вклад в развитие отечественной литературы и многолетнюю творческую деятельность[12]
- орден «За заслуги перед Отечеством» III степени (28 апреля 1995) — за заслуги перед государством, успехи, достигнутые в труде, науке, культуре, искусстве, большой вклад в укрепление дружбы и сотрудничества между народами[13]
- 2 ордена Ленина (28.10.1967; 19.10.1979)
- орден Отечественной войны I степени (11.03.1985)
- орден Отечественной войны II степени (17.07.1945)
- 2 ордена Трудового Красного Знамени (08.06.1955; 28.11.1969)
- орден Дружбы народов (16.11.1984)
- орден Красной Звезды (25.09.1944)
- орден «Знак Почёта» (22.03.1949)
- медали
- заслуженный деятель искусств РСФСР (1982)
- Народный поэт Башкирской АССР (1963)
- Почётный академик Академии Наук Башкортостана (1992)
- Ленинская премия (1984) — за трагедию «Не бросай огонь, Прометей!» и за повесть «Долгое-долгое детство»
- Государственная премия СССР (1972) — за сборник стихов «Годам вослед» (1971)
- Государственная премия РСФСР имени К. С. Станиславского (1967) — за пьесу «Ночь лунного затмения», поставленную на сцене Башкирского АДТ
- Республиканская премия имени Салавата Юлаева (1967) — за 1-й том «Избранных произведений»
- Международная премия имени М. А. Шолохова в области литературы и искусства (1999)
- Почётный диплом Международного жюри имени Х. К. Андерсена (1978) — за книгу «Жду вестей»

## Память

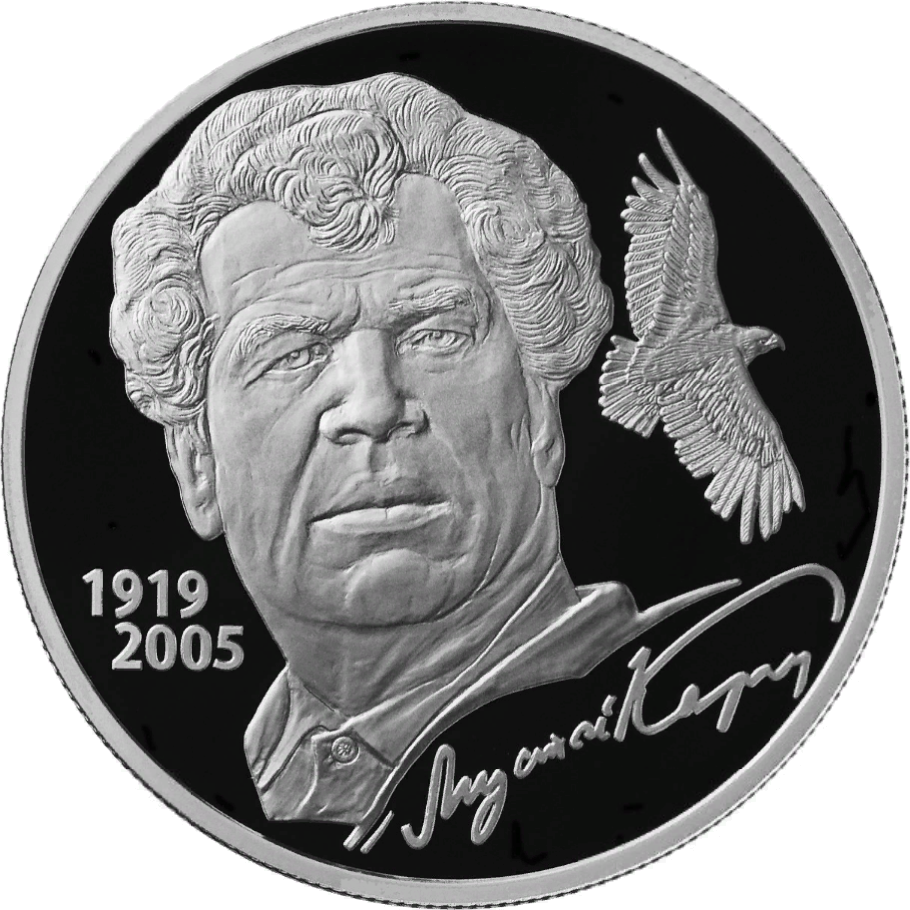
2 рубля 2019 г.

- Именем Мустая Карима названы улицы в Москве[14], в Уфе, в Алматы[15], в Казани[16], в Екатеринбурге[17], а также во многих населённых пунктах Башкортостана: Бирск, Нефтекамск, Янаул, Жуково, Иглино, Кармаскалы, Кляшево, с. Красная Горка, с. Кушаренково, с. Чесноковка, п. Чишмы, д. Шамонино[18]. С 2024 года улица в Челябинской области в Копейске[19].
- Именем Мустая Карима в Уфе назван Национальный молодёжный театр Республики Башкортостан.
- Башкирская гимназия № 158 имени Мустая Карима[20] и средняя общеобразовательная школа имени Мустая Карима в селе Кляшево Чишминского района Республики Башкортостан[21].

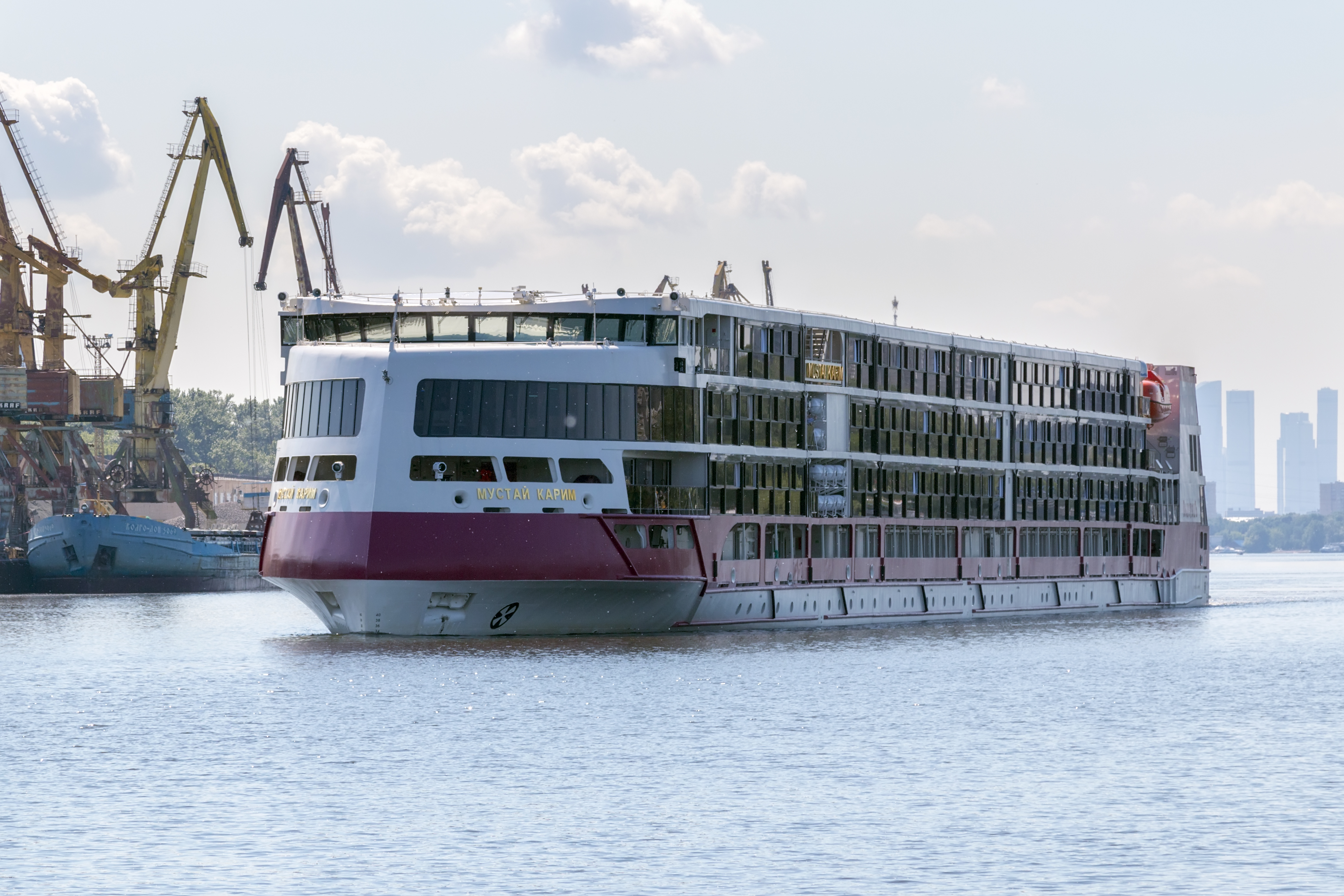
Круизный лайнер «Мустай Карим»

- Круизный лайнер «Мустай Карим»Башкирский композитор Фаниль Ибрагимов посвятил[кому?] два музыкальных произведения «Канон» для струнного квартета и «Сцена расставания Мурагима и Акйондоз» по повести «Долгое-долгое детство».
- На доме на улице Энгельса в Уфе, где с 1999 по 2005 год жил Мустай Карим, установлена мемориальная доска[22].
- 10 октября 2013 года в Уфе, перед зданием Дома профсоюзов, открыт памятник Мустаю Кариму[23]. Высота памятника — 6 метров, длина — 15[24][25]. Автор — академик Российской академии художеств, народный художник Российской Федерации Андрей Ковальчук.
- В районном центре Мечетлинского района селе Большеустьикинское в 1990 году перед центральной районной библиотекой был установлен прижизненный бюст Мустаю Кариму[26].
- Учреждены ежегодные стипендии имени Мустая Карима для одарённых студентов филологического факультета Башкирского государственного университета[27] (ныне Уфимский университет науки и технологий).
- Осенью 2017 года один из пассажирских авиалайнеров Sukhoi Superjet 100 авиакомпании «Аэрофлот» получил имя народного поэта Башкирской АССР Мустая Карима[28], 5 мая 2019 года самолёт сгорел при посадке в аэропорту Шереметьево[29].
- 20 октября 2017 года на фасаде главного корпуса Башкирского государственного университета (ныне Уфимский университет науки и технологий) в Уфе, где учился Мустай Карим, установлена мемориальная доска. Автор — академик Российской академии художеств, народный художник Российской Федерации Андрей Ковальчук[30].
- 20 октября 2017 года открыта творческая мастерская имени Мустая Карима — центр по изучению башкирского языка и литературы в Башкирском государственном университете (ныне Уфимский университет науки и технологий) в Уфе[31][32].
- В 2018 году в Кабардино-Балкарской Республике на главном Кавказском хребте, в Чегемском ущелье, безымянному пику высотой 3555 метров присвоено имя Народного поэта Башкирской АССР Мустая Карима[33].
- Имя «Мустай Карим» получил новейший круизный лайнер компании «Водоходъ» — четырёхпалубный теплоход проекта PV300, который построен в Нижнем Новгороде на заводе «Красное Сормово» в 2020 году[34][35].
- 15 мая 2019 года в почтовое обращение вышла марка, выпущенная в честь 100-летия со дня рождения Мустая Карима. Торжественная церемония гашения почтовой марки состоялось одновременно в Москве и в Уфе[36][37].
- 31 мая 2019 года имя Мустая Карима присвоено Международному аэропорту Уфа[38].
- 5 сентября 2019 года Банк России выпустил в обращение памятную серебряную монету, посвящённую 100-летию со дня рождения Мустая Карима. Тираж монеты — 3 тысячи штук, номинал — 2 рубля[39].
- 12 октября 2019 года в Москве состоялась премьера документального фильма «Мустай» кинокомпании «Мастерская» Саиды Медведевой[40]. 19 октября премьера фильма прошла в Уфе[41].
- 18 октября 2019 года в Башкирском государственном педагогическом университете имени М. Акмуллы открыли именную аудиторию Мустая Карима[42] и бюст поэта[43].
- 20 октября 2019 года в рамках празднования 100-летия со дня рождения Мустая Карима на малой родине поэта — в селе Кляшево Чишминского района Республики Башкортостан — открыт Дом культуры и посажены именные деревья во дворе школы имени Мустая Карима[44][45].
- 27 августа 2020 года в Казани состоялась торжественная церемония открытия сквера имени Мустая Карима на пересечении улицы Даурской и Оренбургского тракта. Ключевым объектом площадки стала скульптура, посвященная писателю[46].

## Литературное наследие
- Мустай Карим. Время — конь крылатый. — Издательство «Современник», Москва, 1972. Тираж 25 000 экз.
- Мостай Кәрим. Шигырьләр һәм поэмалар. — Татарстан китап нәшрияты, Казан, 1977. Тираж 7000 экз.
- Мустай Карим. Помилование: Повести. — М.: Известия,1989. — 304 с. Тираж 100 000 экз.
- Мустай Карим. Долгое-долгое детство: Повесть. — М.: Издательство «Современник», 1977. (Роман-газета, № 4(866), 1979 год. Тираж 2 495 000 экз.
- Әҫәрҙәр. I том: шиғырҙар. — Өфө: Китап, 2009. — 512 бит. ISBN 978-5-295-04903-3 (т. I)
- Әҫәрҙәр. II том: шиғырҙар, шиғри тәржемәләр. — Өфө: Китап, 2011. — 416 бит. ISBN 978-5-295-05408-2 (т. II)
- Әҫәрҙәр. III том: пьесалар, либретто. — Өфө: Китап, 2012. — 608 бит. ISBN 978-5-295-05627-7 (т. III)
- Әҫәрҙәр. IV том: драмалар, повестар, хикәйәләр, әкиәттәр. — Өфө: Китап, 2013. — 506 бит.